# Magyar koronázási kereszt

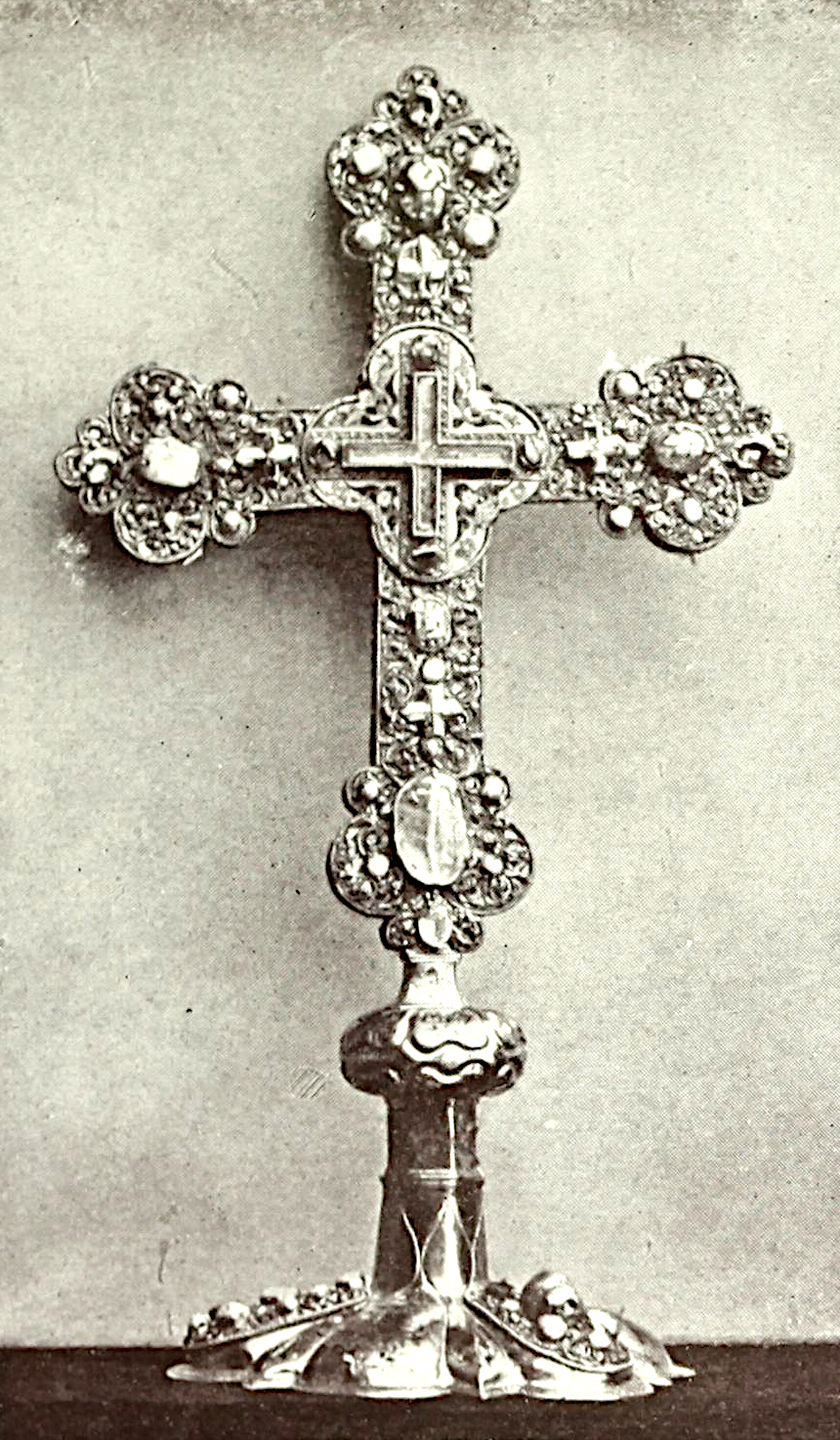
A magyar koronázási eskükereszt

A magyar koronázási kereszt, az eskükereszt – minden bizonnyal az eskü politikai jelentősége miatt is  – a magyar királyok koronázáshoz kapcsolódó liturgikus eszközök legrégebbi darabja, korábbi, mint a koronázási kard illetve az országalma. Az esztergomi Főszékesegyházi Kincstár őrzi.

## Leírása
A 40 cm magas kereszt, a talpával együtt aranyból készült. Felső része, maga a kereszt, 27,5 cm magas, 13. századi munka. Gombját és talpát Pázmány Péter esztergomi érsek 1634-ben készíttette illetve újíttatta fel.
A kereszt mindkét oldalát sűrű filigránmunka borítja be, amelyben gyöngyök és drágakövek is vannak. A szárak metszésénél Krisztus keresztfájából származó ereklye van beleillesztve.
1790-ben Batthyány József prímás díszíttette ametiszt és smaragd drágakövekkel.

## Története
A kereszt eredetileg a székesfehérvári koronázóbazilika kincstárában őriztetett.

## A koronázási szertartáson használatos további keresztek
A 29,5 cm magas színarany királyi csókkereszt 1612-1622 között Prágában készült. Szelepcsényi György prímás, esztergomi érsek (1666-1685) zománcból készült címerét később illesztették rá.
A keresztszárakat zafírok és igazgyöngyök díszítik. Krisztus testét úgynevezett szobrászzománc fedi. Az aranyszobor teljes felületét zománcozták.
A főpapok a koronázásra érkező királyt ezzel a kereszttel a kezükben fogadták és üdvözölték a templom kapujában, a király pedig megcsókolta a keresztet.
A koronázási menetben két hosszú szárú keresztet vittek. Ulászló 1490-es koronázásán István szerémi püspök az aranykeresztet, a vránai perjel az egyszerűbb keresztet vitte, emlékezik Bonfini.
Amikor a menet a királyi eskü letételének a helyére vonult, a megkoronázott király előtt lovon ülő püspök vitte az ezüstből készült kettős keresztet. Ennek jelentősége Kottanner Jánosné emlékiratai szerint az, hogy „Magyarország egyetlen királya sem bírja Magyarországot hűbérül a Szent Római Birodalomtól”.
Az esztergomi Főszékesegyházi Kincstárban ma őrzött, aranyból és ezüstből készült kereszt 1480 körüli itáliai munka. A 32 cm magas kereszthez tartozó szárat Simor János hercegprímás készíttette Bécsben.